# Truddi Chase
Truddi Chase (* 22. Februar 1935 bei Rochester, New York; † 10. März 2010 in Laurel) war eine US-amerikanische Autorin. Bekannt wurde sie mit dem Buch When Rabbit Howls von 1987, das 1988 unter dem Titel Aufschrei in deutscher Sprache erschien.

## Leben
Truddi Chase wurde gemäß ihrem erzählenden Fallbericht vom zweiten bis sechzehnten Lebensjahr von ihrem Stiefvater sexuell missbraucht und von ihrer Mutter geschlagen und vernachlässigt. Während einer Psychotherapie im Erwachsenenalter bei einem Hypnotherapeuten wurde die Diagnose multiple Persönlichkeitsstörung (heute: dissoziative Identitätsstörung) gestellt. An die Stelle einer einzigen Persönlichkeit traten 92, die sie nach außen hin vertraten und verteidigten. In ihrem Buch When Rabbit Howls verarbeitete sie ihre Erfahrungen. Das Buch beschreibt, wie durch sexuellen Missbrauch die Seele eines Menschen zerstört wird. Es entstand als Teil ihres therapeutischen Prozesses. Das Buch wurde von den verschiedenen Persönlichkeiten von Truddi Chase verfasst, die sie „Troops“ (englisch für Truppen) nannte.
Nach Erscheinen wurde das Buch zuerst im San Francisco Chronicle besprochen. Sue N. Elkind nannte es in ihrer Review in einer Fachzeitschrift des Jung-Instituts ein höchst ungewöhnliches Dokument auf vielen Ebenen.
Im Jahr 1990 entstand auf der Grundlage des Buches eine zweiteilige ABC-Miniserie unter dem Titel Voices Within: The Lives of Truddi Chase (deutscher Titel: Schreie aus dem Innern) mit Shelley Long in der Titelrolle. Truddi Chase arbeitete eng mit dem Drehbuchautor zusammen, um die Echtheit des Dargestellten sicherzustellen. 1990 trat sie in der Show von Oprah Winfrey auf.
Die Trauma Beratung Leipzig befand, ihre Darstellung gebe „einen tiefen Einblick in die vielschichtige existentielle innerpsychische Dynamik, Kommunikation und Realität bei Menschen mit dissoziativer Identitätsstörung“.

## Veröffentlichungen
- When Rabbit Howls. By the Troops of Truddi Chase. Berkley Books, New York 1987, ISBN 0-283-99628-5.
  - Aufschrei. Ein Kind wird jahrelang missbraucht und seine Seele zerbricht. Das erschütternde Zeugnis einer Persönlichkeitsspaltung. Übersetzung Hilke Schlaeger. 5. Auflage. Bastei Lübbe, 2009, ISBN 978-3-404-61498-1.